# Знак льотного складу
Знак льотного складу (нім. Fliegerschaftsabzeichen) — німецька військова нагорода, заснована рейхсмаршалом Германом Герінгом 19 січня 1933. Вважається попередником Комбінованого Знака Пілота-Спостерігача.

## Історія, зовнішній вигляд нагороди та статут
Знак льотного складу засновано 19 січня 1933 як знак Німецької асоціації повітряного спорту. Із 19 січня 1935 цим знаком нагороджуються пілоти-спостерігачі, проте з листопада 1935 вилучений із переліку діючих нагород у зв'язку з розірванням Версальського договору, за яким Німеччина не мала право на власні ВПС, та офіційним заснуванням Люфтваффе. Був одним з перших кваліфікаційних знаків, визнаних Люфтваффе.
Складався з двох частин: чорнений орел, що тримає у кігтях свастику та золочений вінок — праворуч дубовий, а ліворуч лавровий. Існувало два типи цього знака: зі сплаву нікелю і срібла та з алюмінію. Орел, що кріпився до вінка за допомогою двох заклепок, для знака з нікелю та срібла, а припаяний до вінка — для знака з алюмінію. Відповідно у першого знака застібка була широкою, а у другого — голкового типу. Зворотний бік знака гладкий, можлива наявність клейма фірми-виробника.
Нагорода вручалася разом з посвідченням формату А4, у простому футлярі темно-синього кольору з відповідним трафаретним надписом готичним шрифтом. Внутрішня сторона кришки покрита блакитним шовком, а нижня частина з синього оксамиту. Знак носили на нижній частині лівої нагрудної кишені кітеля, мундира під Залізним хрестом 1-го класу, якщо особа була ним нагороджена. Носіння знака на цивільному одязі заборонялося. На додаток до металевого використовувався знак з тканини, розшитий золотими або бавовняними нитками. Після війни існувала зменшена копія з кріпленням на шпильці для носіння на цивільному одязі, так званий «фрачник» та денацифікований варіант — без свастики.

## Див. також

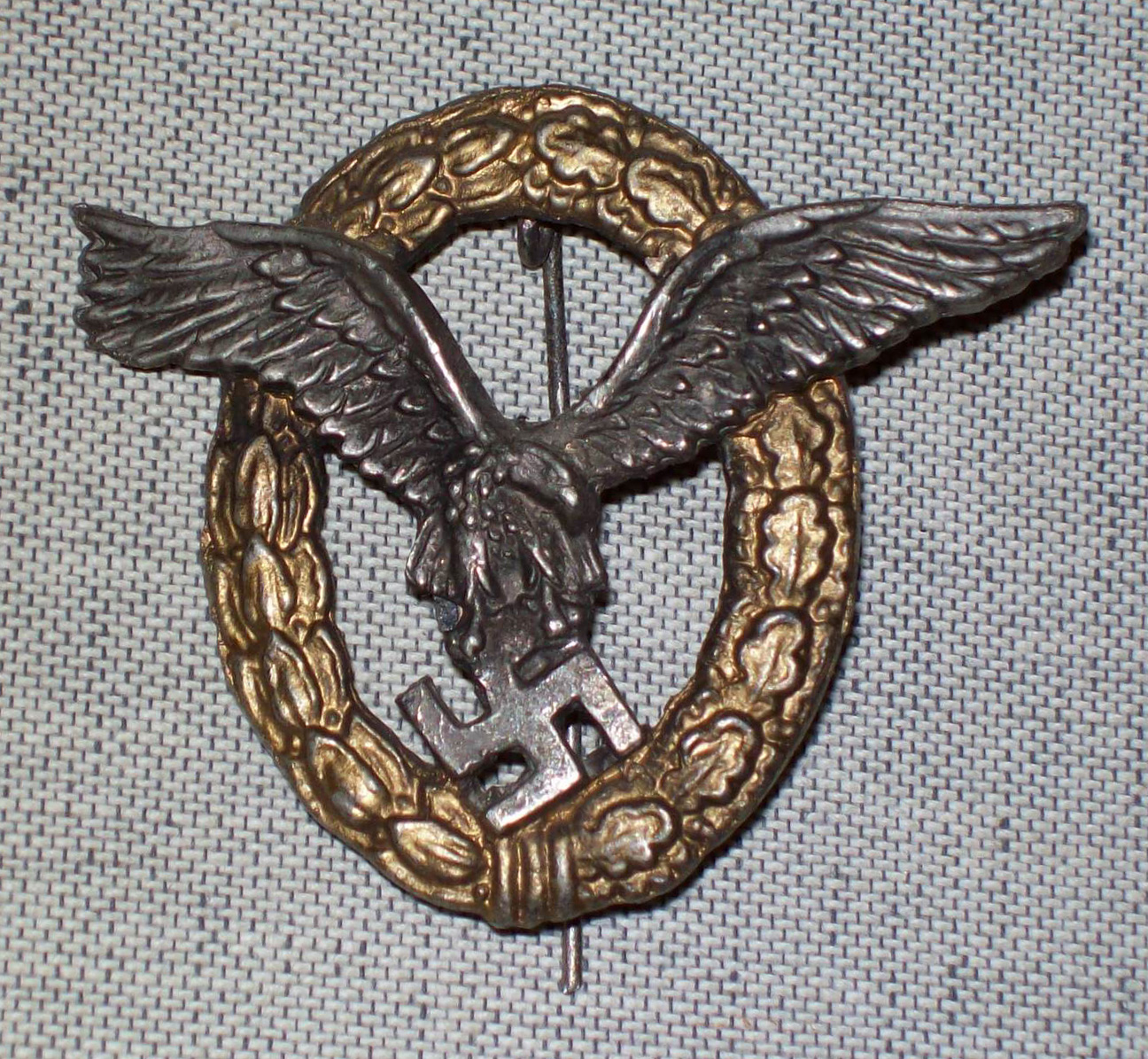
Комбінований Знак Пілот-Спостерігач